# Villanelle

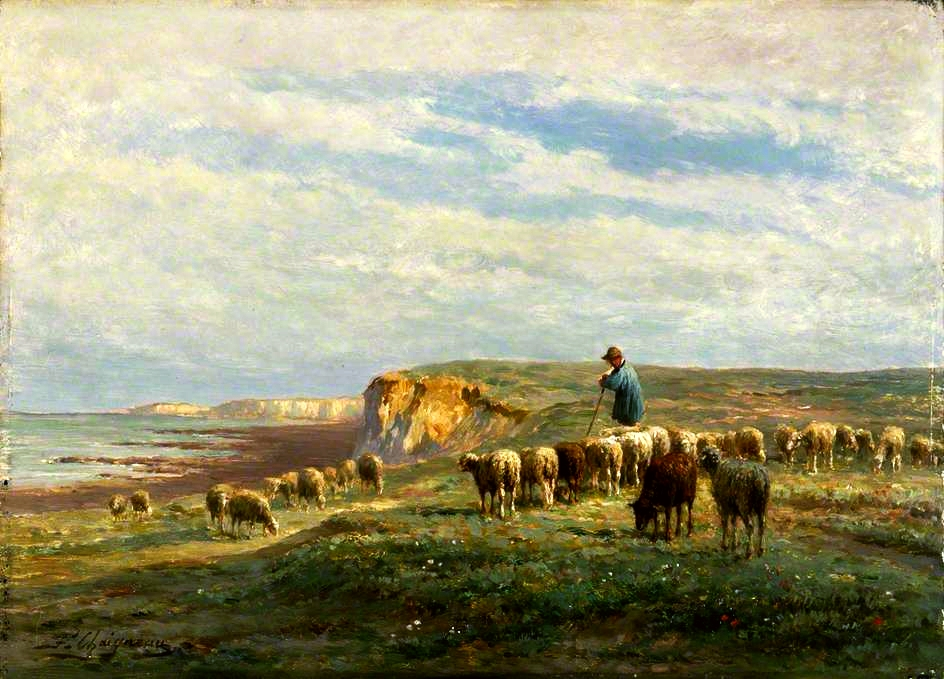
Troupeau de moutons di Ferdinand Chaigneau — il tratto distintivo iniziale della villanelle era il suo soggetto pastorale.

Una villanelle (pronuncia francese [vi.la.nɛl]) (nota anche come villanesque) è una forma poetica a 19 versi, composta da cinque terzine seguite da una quartina. Ci sono due ritornelli e due rime ripetute, con la prima e la terza riga della prima terzina ripetute alternativamente fino all'ultima strofa, che comprende entrambi i versi. La villanelle è un esempio di forma a versi fissi.
Questa forma poetica iniziò come simile a una semplice ballata originariamente senza alcuna forma fissa; il suo inquadramento in una forma fissa venne introdotto solo a partire dalla poesia "J'ay perdu ma Tourterelle" (1606) di Jean Passerat. A partire da essa, il modo in cui la villanelle si sia evoluta nella "forma fissa" utilizzata al giorno d'oggi è oggetto di dibattito.
Nonostante l'origine francese della villanelle, la maggior parte delle villanelle sono state scritte in inglese, una tendenza che ha avuto inizio alla fine del XIX secolo. La villanelle è stata descritta come una forma che spesso tratta il tema delle ossessioni, e di cui si fa uso per fare appello agli estranei; la sua caratteristica distintiva della ripetizione impedisce che assuma un tono convenzionale.

## Etimologia
La parola francese villanelle deriva dall'italiano villanella, che si riferisce a una canzone o danza rustica, e che proviene da villano, che significa contadino o servo. Villano deriva dal latino medievale villanus, indicante un fattore. L'etimologia della parola si riferisce al fatto che l'iniziale caratteristica distintiva della forma poetica era il soggetto pastorale.

## Storia
Le villanelle nascono come una sorta di ballata in imitazione delle canzoni contadine di tradizione orale, inizialmente senza alcuna forma poetica fissa. Queste poesie erano spesso di soggetto rustico o pastorale e contenevano ritornelli.
Prima del XIX secolo, il termine villanelle significava semplicemente canzone paesana, senza alcuna particolare forma poetica implicitavi - un significato conservato ancora oggi nel vocabolario della musica antica. Secondo Julie Kane, il ritornello in ogni strofa indica che la forma discende da una "canzone corale danzata" in cui una voce solista femminile semi-improvvisava il testo della canzone in ogni strofa, mentre un anello di ballerine donne, o misto di uomini e donne interveniva con le parole ripetitive del ritornello mentre ballavano intorno a lei in un cerchio.
Le villanelle divennero di moda in Francia nel XVI secolo grazie a Grévin. Sempre in Francia inizialmente eccelsero in questa forma poetica i poeti Honoré d’Urfé, Passerat, Du Bellay, Desportes, Mellin de Saint-Gelais, Étienne Jodelle, che la utilizzavano per esprimere delle fantasie amorose e frivolezze.
La forma fissa della villanelle, da diciannove versi e contenente il doppio ritornello, deriva dalla poesia di Jean Passerat "J'ay perdu ma Tourterelle", pubblicata nel 1606. La New Princeton Encyclopedia of Poetry and Poetics (Nuova enciclopedia della poesia e della poetica di Princeton, 1993) suggerisce che questa è diventata la forma standard della "villanelle" quando prosodisti come César-Pierre Richelet basarono le loro definizioni della villanelle su quella poesia. Questa conclusione è stata confutata da Kane, la quale sostiene invece che sia stato Pierre-Charles Berthelin, con le sue aggiunte del 1751 al Dictionnaire de rimes di Richelet, a fissare per la prima volta la forma, seguito un secolo più tardi dal poeta Théodore de Banville: la sua creazione di due parodie di "J'ay perdu...", l'una del 1845 l'altra del 1858, avrebbe portato Wilhelm Ténint ed altri a pensare che la villanelle era una forma poetica antica.
Nonostante la sua classificazione e origine come forma poetica francese, la grande maggioranza delle villanelle è stata scritta in inglese. Dopo la pubblicazione del trattato di Théodore de Banville sulla prosodia "Petit traité de poésie française" (1872), la forma è diventata popolare in Inghilterra attraverso Edmund Gosse e Austin Dobson. Gosse, Dobson, Oscar Wilde, Andrew Lang e John Payne sono stati tra i primi inglesi scriventi villanelle; i loro e altri lavori sono stati pubblicati nella prima antologia di poesie di forma fissa, Ballades and Rondeaus, Chants Royal, Sestinas, Villanelles, &c. Selected (1887); essa contiene trentadue villanelle in lingua inglese scritte da diciannove poeti.
La maggior parte dei modernisti disprezzò le villanelle, che vennero associate con l'estetismo formale degli anni 1890, vale a dire con il movimento decadente in Inghilterra. Nel suo romanzo del 1914 Ritratto dell'artista da giovane, James Joyce include una villanelle scritta dal suo protagonista Stephen Dedalus. William Empson fece rivivere la villanelle più seriamente nel 1930, e anche i suoi contemporanei e amici W. H. Auden e Dylan Thomas si dilettarono con la forma. La poesia di Dylan Thomas "Do not go gentle into that good night" è forse la villanelle più famosa in assoluto. Theodore Roethke e Sylvia Plath scrissero villanelle negli anni 1950 e 1960, e Elizabeth Bishop ha scritto una villanelle particolarmente famosa e influente, "One Art", nel 1976. La villanelle ha raggiunto un livello senza precedenti di popolarità negli anni 1980 e 1990 con l'avvento del Nuovo formalismo. Da allora, molti poeti contemporanei hanno scritto villanelle, e ne hanno spesso variato la forma in modo innovativo; nella loro antologia di villanelle (Villanelle) Annie Fitch e Marie-Elizabeth Mali dedicano un'intera sezione a queste variazioni, intitolata "Variations on the Villanelle" ("Variazioni sulla villanelle").

## Forma
La villanelle si compone di cinque strofe di tre versi (terzine) seguite da una sola strofa di quattro versi (una quartina) per un totale di diciannove versi. È strutturata da due rime ripetentisi e due ritornelli: il primo verso della prima strofa è anche l'ultimo verso della seconda e della quarta strofa, e il terzo verso della prima strofa è l'ultimo verso della terza e della quinta strofa. La configurazione di versi e ritornelli della villanelle può essere schematizzata come A1bA2 abA1 abA2 abA1 abA2 abA1A2 dove le lettere minuscole ("a" e "b") sono le due rime, la lettera maiuscola indica un ritornello ("A"), e gli indici numerali in alto (1 e 2) indicano il "ritornello 1" e il "ritornello 2".
Il modello è evidenziato qui di seguito in "Do not go gentle into that good night" di Dylan Thomas:
Do not go gentle into that good night,
Old age should burn and rave at close of day;
Rage, rage against the dying of the light.
Though wise men at their end know dark is right,
Because their words had forked no lightning they
Do not go gentle into that good night.
Good men, the last wave by, crying how bright
Their frail deeds might have danced in a green bay,
Rage, rage against the dying of the light.
Wild men who caught and sang the sun in flight,
And learn, too late, they grieved it on its way,
Do not go gentle into that good night.
Grave men, near death, who see with blinding sight
Blind eyes could blaze like meteors and be gay,
Rage, rage against the dying of the light.
And you, my father, there on the sad height,
Curse, bless, me now with your fierce tears, I pray.
Do not go gentle into that good night.
Rage, rage against the dying of the light.
Ritornello 1 (A1)
Rima 2 (b)
Ritornello 2 (A2)
Rima 4 (a)
Rima 5 (b)
Ritornello 1 (A1)
Rima 7 (a)
Rima 8 (b)
Ritornello 2 (A2)
Rima 10 (a)
Rima 11 (b)
Ritornello 1 (A1)
Rima 13 (a)
Rima 14 (b)
Ritornello 2 (A2)
Rima 16 (a)
Rima 17 (b)
Ritornello 1 (A1)
Ritornello 2 (A2)
La villanelle non ha un metro stabilito, anche se la maggior parte delle villanelle del XIX secolo hanno il trimetro o il tetrametro e la maggior parte delle villanelle del XX secolo hanno il pentametro. È ammissibile una lieve alterazione dei versi del ritornello.

## Effetti emotivi della forma
Con riferimento alla ripetizione dei versi nella forma poetica, Philip K. Jason suggerisce che la "villanelle è spesso usata, e usata correttamente, per aver a che fare con uno o un altro grado di ossessione" citando Mad Girl's Love Song di Sylvia Plath tra altri esempi. Egli nota la possibilità per la forma di evocare, attraverso il rapporto tra i versi ripetuti, un senso di dislocazione e un "paradigma per la schizofrenia". Si crede che questa ripetizione di versi impedisca alla villanelle di possedere un "tono convenzionale" e la faccia essere più vicina a una canzone o a una lirica. Stephen Fry afferma che la villanelle "è una forma che sembra fare appello agli estranei, o a coloro che potrebbero avere motivo di considerare se stessi come tali", con un "artificio giocoso" che si adatta alla "mesta, ironica reiterazione di dolore o fatalismo". Nonostante questo, la villanelle è stata spesso utilizzata anche come poesia leggera; un esempio di tale utilizzo è la poesia di Louis Untermeyer Lugubrious Villanelle of Platitudes.
Sul rapporto tra forma e contenuto delle villanelle, Anne Ridler ha notato in una introduzione alla sua poesia Villanelle for the Middle of the Way, un appunto fatto da T. S. Eliot: "usare una forma molto rigida è un aiuto, perché consente di concentrarsi sulle difficoltà tecniche della padronanza della forma e di dare al contenuto del poema una versione più inconscia e più libera". In una introduzione a un suo trattato sulla forma intitolato Missing Dates, William Empson afferma che, mentre la villanelle è una "forma molto rigida", W. H. Auden, nel suo lungo poema The Sea and the Mirror, l'ha comunque "fatta sembrare assolutamente naturale, come i discorsi di una ragazza innocente".

## Esempi
- Do not go gentle into that good night di Dylan Thomas.
- The Waking di Theodore Roethke.
- Mad Girl's Love Song di Sylvia Plath.
- One Art di Elizabeth Bishop.
- If I Could Tell You di Wystan Hugh Auden
- La villanelle di Edwin Arlington Robinson The House on the Hill, pubblicata per la prima volta in The Globe, settembre 1894.
- La villanelle scritta immaginariamente da Stephen Dedalus, protagonista del romanzo Ritratto dell'artista da giovane di Joyce, che è stata soggetta a numerose analisi critiche.[32][33]

### Altre letture
(EN) Robert McFarland, Victorian Villanelle, in Victorian Poetry, vol. 20, n. 12, 1982,  p. 12538.
(EN) Robert B. Pierce, Defining Poetry, in Philosophy and Literature, vol. 27, n. 1, 2003,  pp. 151-163, DOI:10.1353/phl.2003.0030.